# Montserrat Pujol Vilarnau
Montserrat Pujol Vilarnau (Tiana, 1941) es una maestra y pedagoga de la escuela pública Manuel de Falla, que fue receptora de alumnos provenientes de las Escuelas Pías de Pekín en el Campo de la Bota y que dejó de existir en la año 1972. Posteriormente trabajó como docente en la escuela Jacinto Benavente de nueva creación en el barrio de La Mina de San Adrián de Besós (bajo la dirección de Mercè Pinyol).
Impulsó junto a Paco García de Haro el proyecto "La letra participando entra", que tenía la finalidad de contribuir a la alfabetización de la población del barrio de La Mina, y a partir del cual se redactó el Manifiesto sobre la alfabetización en La Mina. En 1981 organizó, de nuevo en el barrio de La Mina y también con Paco García de Haro, el primer 'Seminario Interregional sobre Alfabetización' con el título “Analfabetismo y desarrollo comunitario”.

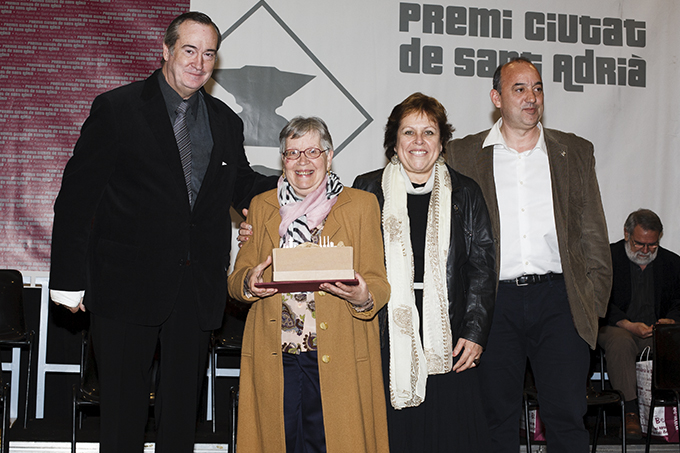
Montserrat Pujol Vilarnau recogiendo el premio Ciutat de Sant Adrià 2013

En 2013 se le concedió el Premio Ciutat de Sant Adrià en el ámbito de cultura.